# Ro Puppis
Ro Puppis (ρ Pup, Tureis) – gwiazda w gwiazdozbiorze Rufy, znajdująca się w odległości około 64 lat świetlnych od Słońca.

## Nazwa
Grupa gwiazd dawnego gwiazdozbioru Argo nosiła nazwę „małej tarczy” (łac. Scutulum), z arabskiego ‏تريْس‎ Tureis; Ro Puppis była jedną z nich. Międzynarodowa Unia Astronomiczna w 2016 roku formalnie zatwierdziła użycie nazwy Tureis dla określenia tej gwiazdy.

## Charakterystyka
Jest to olbrzym (błędnie sklasyfikowany jako jasny olbrzym) należący do typu widmowego F, gorętszy i 22 razy jaśniejszy od Słońca, o 1,85 razy większej masie i 3,7 raza większym promieniu. Jest to gwiazda zmienna typu Delta Scuti, bliska dolnej granicy temperatury dla gwiazd tego typu. Ro Puppis zmienia swoją jasność o około 10% w czasie równym 3 h 22 min 52 s.
Współcześnie uważa się, że gwiazda nie ma bliskiego towarzysza i mniejsze wahania jasności są także związane z jej wewnętrzną zmiennością. W odległości 30″ znajduje się jednak gwiazda o wielkości 14m, która może (choć nie musi) być towarzyszem Ro Puppis; jeśli istotnie tak jest, jest to czerwony karzeł typu M5, odległy o co najmniej 570 au.